# Атанас Радойнов
Атанас Радойнов е български журналист, краевед и писател, автор на произведения в жанровете съвременен роман и пътепис.

## Биография и творчество
Атанас Радойнов е роден на 21 януари 1934 г. в с. Горска поляна, Община Болярово. Завършва специалност българска филология във Великотърновския университет „Св. св. Кирил и Методий“.
След дипломирането си живее в Бургас, където работи като художник по промишлена естетика, окръжен кореспондент на вестниците „Кооперативно село“ и „Земя“, и главен редактор на местния вестник „Победа“. Дългогодишен издател и главен редактор на вестник „Автограф“ (2003-2008), кооперирано издание със Съюза на българските писатели. 
Автор е на множество разкази и повести. Като краевед е автор и редактор на книги за селата от Странджа.  Негови разкази са преведени на руски, френски, турски, и македонски.
Член е на Съюза на българските писатели и на Съюза на българските журналисти. В периода 2001-2008 г. председател на Дружество „Български писател“ – Бургас.
Удостоен е с литературните награди – плакет „Пегас“ и плакет „Петко Росен“. Почетен гражданин на Бургас (2004).
Атанас Радойнов живее със семейството си в Бургас.
Умира на 23 юли 2016 г.

## Произведения

### Романи и повести
- Странджански декамерон (1992) – еротична повест
- Стриптийз в Ноевия ковчег (1995)
- Шепа приказки (2001) – повест
- Странджански импресии (2006)
- Крайпътен огън (2009)
- Полет до седмото небе (2014)

### Сборници
- Как тъй без змейове (1987) – разкази
- Змийска риза (1998) – разкази
- На дъх от рая (1999) – новели
- Крайпътен огън (2002) – разкази
- В ъгъла сътворението (2004) – разкази
- Ножница на страданието – притчи, отломки, безсъници (2014)

### Документалистика
- Росеново и Петко Росен – неразделни (2010) – с Диана Радойнова
- Летописи за Вършило. История, бит, култура (2012)
- Драчево ще бъде във времето (2014)
- Ново Паничарево. История, бит, култура (2015)